# Charles Le Goffic

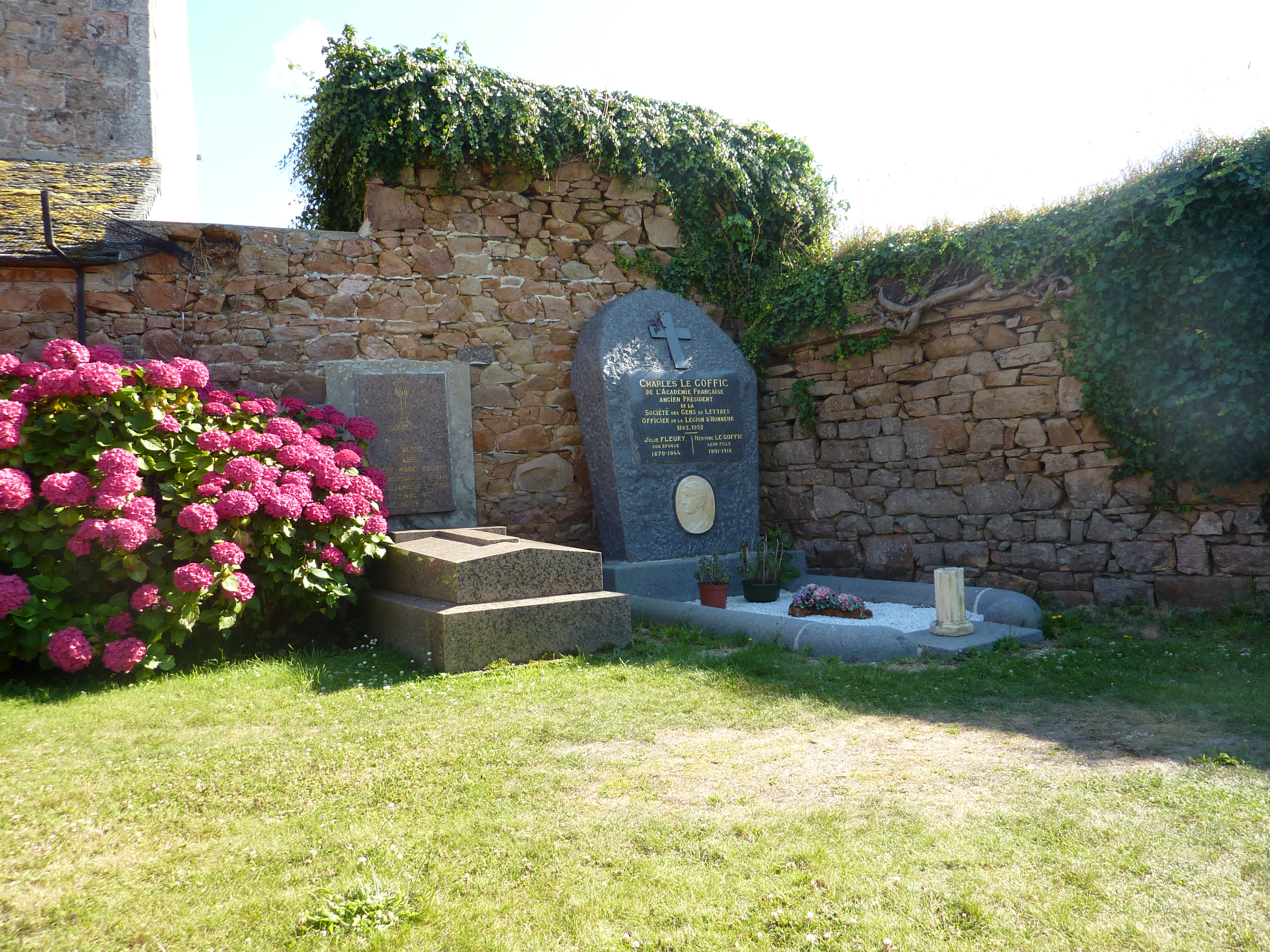
Trégastel

Charles Le Goffic (Lannion, 1863 – 1930) fou un poeta i crític literari bretó en llengua francesa. Fou mestre a Gap, Évreux, Nevers, i Le Havre. El 1886 fundà amb Maurice Barrès la revista literària Les Chroniques. El 1898 fundaria a Morlaix la Keuredigezh Broadel Breizh (Societat Nacional de Bretanya) amb Regís de L'Estourbeillon i Anatole Le Braz, per tal de demanar l'ensenyament en bretó i descentralització tant administrativa com cultural. El 1930 fou nomenat membre de l'Acadèmia Francesa.

## Obres
- 1879 Nous autres,
- 1882 Velléda
- 1888 Les Mémoires de Saint-Simon, amb Jules Tellier.
- 1889 Amour breton
- 1890 Les romanciers d'aujourd'hui
- 1891 Chansons bretonnes.
- 1892 Le crucifié de Kéraliès
- 1894 Passé l'amour
- 1895 Contes de l'Assomption
- 1896 Sur la côte
- 1897 La payse
- 1898 Morgane
- 1900 Le bois dormant
- 1901 Le Pardon de la reine Anne
- 1902-1922 L'âme bretonne, 4 vol.
- 1903 Les métiers pittoresques. L'erreur de Florence
- 1904 Les Sept-Iles. Les calvaires bretons
- 1906 Les bonnets rouges
- 1907 La cigarière
- 1909 Passions celtes. La double confession (Passé l'amour) La littérature française au XIXe siècle
- 1910 Ventôse. Le pays
- 1911 Fêtes et coutumes populaires.
- 1912 Racine, 2 vol.
- 1913 Le pirate de l'île Lern. Monsieur, Ernest Renan dans la Basse-Bretagne. Poésies complètes
- 1915 Dixmude
- 1916 Bourguignottes et pompons rouges
- 1917 Les marais de Saint-Gond. Steenstraëte. Sans nouvelles
- 1918 La guerre qui passe
- 1919 Saint-Georges et Nieuport. Les trois Maréchaux
- 1920 Bretagne. La littérature française aux XIXe et XXe siècles
- 1921 La Marne en feu. L'abbesse de Guérande. Chez les Jean Gouin. L'Odyssée de Jean Chevanton
- 1922 L'illustre Bobinet. Croc d'argent.
- 1926 Le treizain de la nostalgie et du déchirement. La visite nocturne
- 1927 Madame Ruguellon
- 1928 La Tour d'Auvergne
- 1929 Anthologie des poètes de la mer. Mes entretiens avec Foch, suivis d'un entretien avec le général Weygand.
- 1931 La Chouannerie : Blancs contre Bleus (1790-1800)
- 1933 Ombres lyriques et romanesques